# Tour de Qatar de 2012
El Tour de Qatar de 2012 fou l'onzena edició del Tour de Qatar. La cursa es disputà en sis etapes, una d'elles contrarellotge individual, entre el 5 i el 10 de febrer de 2012.
Tom Boonen guanyà la classificació final, dues etapes i la classificació per punts, dominant la cursa de cap a fi i aconseguint amb aquesta la seva quarta victòria final en aquesta cursa. La classificació dels joves fou per Ramūnas Navardauskas, mentre que l'Omega Pharma-Quick Step guanyà la classificació per equips.

## Equips participants
- Llista completa de participants

Els 16 equips participants són:
- 10 equips World Tour: BMC Racing Team, Garmin-Barracuda, GreenEDGE, Lotto-Belisol, Omega Pharma-Quick Step, Team Sky, Lampre-ISD, Team Katusha, Rabobank ProTeam, RadioShack-Nissan
- 3 equips continentals professionals: Farnese Vini-Selle Italia, FDJ-BigMat, Project 1t4i
- 3 equips continentals: Bridgestone Anchor, Champion System, RTS Racing

## Etapes
| Etapa    | Data         | Recorregut                           | Km    | Vencedor d'etapa | Líder de la general |
| -------- | ------------ | ------------------------------------ | ----- | ---------------- | ------------------- |
| 1a etapa | 6 de febrer  | Barzan Towers – Doha Golf Club       | 142,5 | Tom Boonen       | Tom Boonen          |
| 2a etapa | 6 de febrer  | Lusail – Lusail (CRI)                | 11,3  | Garmin-Barracuda | Tom Boonen          |
| 3a etapa | 7 de febrer  | Dukhan – Al Gharafa Stadium          | 146,5 | Mark Cavendish   | Tom Boonen          |
| 4a etapa | 8 de febrer  | Al Thakhira – Madinat Al Shamal      | 144,0 | Tom Boonen       | Tom Boonen          |
| 5a etapa | 9 de febrer  | Camel Race Track – Al Khor Corniche  | 160,0 | Mark Cavendish   | Tom Boonen          |
| 6a etapa | 10 de febrer | Sealine Beach Resort – Doha Corniche | 120,0 | Arnaud Démare    | Tom Boonen          |

## Classificació general final
| #  | Ciclista             | Equip                   | Temps       |
| -- | -------------------- | ----------------------- | ----------- |
| 1  | Tom Boonen           | Omega Pharma-Quick Step | 15h 42' 14" |
| 2  | Tyler Farrar         | Garmin-Barracuda        | + 28"       |
| 3  | Joan Antoni Flecha   | Team Sky                | + 33"       |
| 4  | Gert Steegmans       | Omega Pharma-Quick Step | + 34"       |
| 5  | Tom Veelers          | Project 1t4i            | + 1' 00"    |
| 6  | Mark Cavendish       | Team Sky                | + 1' 05"    |
| 7  | Fabian Cancellara    | RadioShack-Nissan       | + 1' 06"    |
| 8  | Ramūnas Navardauskas | Garmin-Barracuda        | + 1' 09"    |
| 9  | Aidis Kruopis        | GreenEDGE               | + 1' 10"    |
| 10 | Adam Blythe          | BMC Racing Team         | + 1' 14"    |

## Evolució de les classificacions
| Etapa (Vencedor)     | Classificació general | Classificació per punts | Classificació dels joves | Classificació per equips |
| -------------------- | --------------------- | ----------------------- | ------------------------ | ------------------------ |
| 1 (Tom Boonen)       | Tom Boonen            | Tom Boonen              | Adam Blythe              | Omega Pharma-Quick Step  |
| 2 (Garmin-Barracuda) | Tom Boonen            | Tom Boonen              | Ramūnas Navardauskas     | Garmin-Barracuda         |
| 3 (Mark Cavendish)   | Tom Boonen            | Tom Boonen              | Rüdiger Selig            | Garmin-Barracuda         |
| 4 (Tom Boonen)       | Tom Boonen            | Tom Boonen              | Ramūnas Navardauskas     | Omega Pharma-Quick Step  |
| 5 (Mark Cavendish)   | Tom Boonen            | Tom Boonen              | Ramūnas Navardauskas     | Omega Pharma-Quick Step  |
| 6 (Arnaud Démare)    | Tom Boonen            | Tom Boonen              | Ramūnas Navardauskas     | Omega Pharma-Quick Step  |
| Classificació final  | Tom Boonen            | Tom Boonen              | Ramūnas Navardauskas     | Omega Pharma-Quick Step  |